# Eyne
Eyne (catalansk: Eina) er en by og kommune i departementet Pyrénées-Orientales i Sydfrankrig.

## Geografi
Eyne ligger i Cerdagne 86 km vest for Perpignan. Nærmeste byer er mod sydvest Llo (5 km) og mod nordøst La Cabanasse (5 km).

## Demografi

### Udvikling i folketal
| 1962                                                              | 1968 | 1975 | 1982 | 1990 | 1999 | 2007 | 2014 | 2017 |
| ----------------------------------------------------------------- | ---- | ---- | ---- | ---- | ---- | ---- | ---- | ---- |
| 69                                                                | 38   | 49   | 50   | 84   | 127  | 153  | 128  | 130  |
| Tal fra og med 1962 er uden dobbelttælling (sans doubles comptes) |      |      |      |      |      |      |      |      |